# Hydropogonella
Hydropogonella là một chi rêu trong họ Sematophyllaceae.